# جوديث من بافاريا، دوقة شوابيا
جوديث من بافاريا (بالألمانية: Judith)‏ (19 مايو 1100 - 27 أغسطس 1130)؛ كانت دوقة شوابيا القرينة من خلال زواجها من فريدرخ الثاني، وأيضا هي والدة فريدرخ الأول، إمبراطور روماني مقدس والمعروف تاريخياً بـ «بربروسا».

## حياتها
ولدت جوديث في 1100 بحيث أنها الابنة الكبرى لـ هاينرخ التاسع دوق بافاريا وفولفهيلد من ساكسونيا ابنة الدوق ماغنوس من ساكسونيا وصوفي من المجر، وبالتالي هي عضو في أسرة فلف القوية، وأيضا هي شقيقة كل من هاينرخ العاشر دوق بافاريا وكونراد وفيلف وثلاثة شقيقات صوفي وماتيلدا وفولفهيلد، وبالإضافة إلى أشقائها الستة كان لديها أخ من علاقة والدها غير شرعية اسمه أدالبرت.
بين عامي 1119 و1121 في تاريخ غير معروف تزوجت من دوق شوابيا فريدرخ الثاني، كان هذا الزواج السلالي بين أقوى أسر ألمانية آنذاك هوهنشتاوفن وفلف.
في 1125 دعم والدها زوجها في ترشيحه كـ ملك الرومان بعد وفاة الإمبراطور هاينرخ الخامس، ولكن في وقت لاحق حول دعم لإمبراطور لوثر الثاني، مما أدى إلى انشقاق بين الأسر بحيث خلق عداء بين فلف وشوابيا الذي سيكون له عواقب بعيدة المدى في ألمانيا طوال القرن الثاني عشر، ومن الغير معروف كيف أثر هذا انشقاق على الزوجين، ومن الغريب نلاحظ أنهم لم ينجبوا أبناء بعد ابنتهما بيرثا في 1123.
توفيت جوديث في 27 أغسطس 1130 ودفنت في هيليجن فورست في والبورغ بـ الألزاس، وبعد وفاتها بوقت قصير اتخذ فريدرخ من أغنيس من ساربروكن كزوجة ثانية.

## الأبناء
كان لديهم ابن وابنة:-
- فريدرخ لأول بربروسا (1122-1190)؛ دوق شوابيا وإمبراطور روماني مقدس.
- بيرتا (جوديث) (1123-1195)؛ تزوجت في 1138 من ماتياس الأول، كونت لورين؛ لهم ذرية.